# ブラウン郡 (オハイオ州)
ブラウン郡（英: Brown County）は、アメリカ合衆国オハイオ州の南西部に位置する郡である。2010年国勢調査での人口は44,846人であり、2000年の42,285人から6.1%増加した。郡庁所在地はジョージタウン村（人口4,331人）であり、同郡で人口最大の村でもある。
ブラウン郡はケンタッキー州とインディアナ州にも跨るシンシナティ・ミドルタウン大都市圏に属している。郡名は米英戦争のときの将軍であり、ランディーズ・レーンの戦いで負傷したジェイコブ・ブラウン少将に因んで名付けられた。

## 歴史

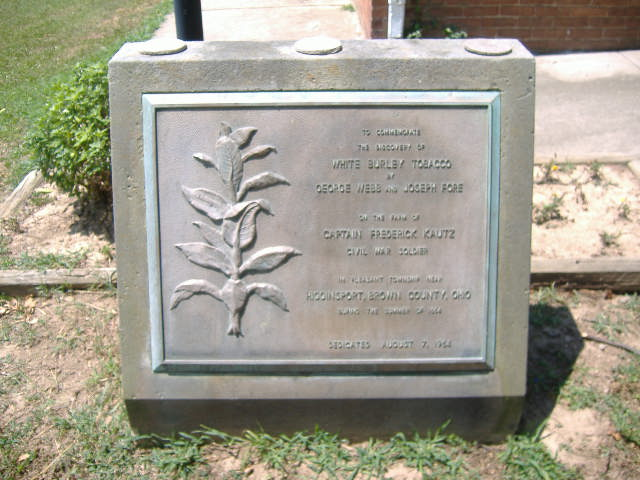
白バレー種タバコの記念碑、1964年8月7日にリプリーにあるタバコ博物館で除幕された

ブラウン郡は白バレー種タバコの発祥の地と言われていた。1864年、ジョージ・ウェブとジョセフ・フォアがヒギンズポート近くフレデリック・カウツ大尉の農場で、ケンタッキー州ブラッケン郡から持ってきた種を育てた。それが明るい色の葉に白から黄色の模様が付く異種のものになったことに気づき、異なる加工を行った。1866年にはバレー種のタバコ2万ポンド (9,000 kg) を収穫し、1867年のセントルイス・フェアで、100ポンド (45 kg) 58米ドルで販売した。1883年時点でこのタバコの主要市場はシンシナティ市だったが、ケンタッキー州中央部とテネシー州中部の全体で栽培されていた。その後この種のタバコがバレー種と呼ばれるようになった。

## 地理
アメリカ合衆国国勢調査局に拠れば、郡域全面積は493.45平方マイル (1,278.0 km2)であり、このうち陸地490.02平方マイル (1,269.1 km2)、水域は3.44平方マイル (8.9 km2)で水域率は0.70%である。

### 隣接する郡
- クリントン郡 - 北
- ハイランド郡 - 北東
- アダムズ郡 - 東
- メイソン郡 (ケンタッキー州) - 南
- ブラッケン郡 (ケンタッキー州) - 南西
- クラーモント郡 - 西

## 人口動態
以下は2000年の国勢調査による人口統計データである。
| 基礎データ - 人口: 43,285人 - 世帯数: 15,555 世帯 - 家族数: 11,790 家族 - 人口密度: 33人/km2（86人/mi2） - 住居数: 17,193軒 - 住居密度: 14軒/km2（35軒/mi2） 人種別人口構成 - 白人: 98.08% - アフリカン・アメリカン: 0.92% - ネイティブ・アメリカン: 0.18% - アジア人: 0.13% - その他の人種: 0.08% - 混血: 0.60% - ヒスパニック・ラテン系: 0.44% 先祖による構成 - アメリカ人：29.5％ - ドイツ系：28.2％ - イギリス系：10.7％ - アイルランド系：10.2％ | 年齢別人口構成 - 18歳未満: 27.6% - 18-24歳: 8.1% - 25-44歳: 30.3% - 45-64歳: 22.4% - 65歳以上: 11.6% - 年齢の中央値: 35歳 - 性比（女性100人あたり男性の人口） - 総人口: 96.8 - 18歳以上: 94.8 世帯と家族（対世帯数） - 18歳未満の子供がいる: 37.1% - 結婚・同居している夫婦: 61.3% - 未婚・離婚・死別女性が世帯主: 10.0% - 非家族世帯: 24.2% - 単身世帯: 20.2% - 65歳以上の老人1人暮らし: 8.5% - 平均構成人数 - 世帯: 2.69人 - 家族: 3.09人 | 収入と家計 - 収入の中央値 - 世帯: 38,303米ドル - 家族: 43,040米ドル - 性別 - 男性: 32,647米ドル - 女性: 22,483米ドル - 人口1人あたり収入: 17,100米ドル - 貧困線以下 - 対人口: 11.6% - 対家族数: 8.8% - 18歳未満: 15.2% - 65歳以上: 9.4% |

## 郡政府
ブラウン郡には郡の様々な部門を監督する3人制の郡政委員会がある。

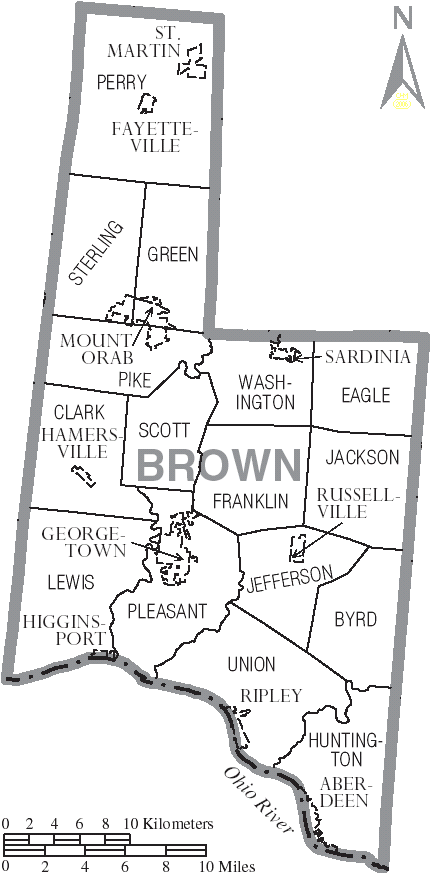
ブラウン郡図

## 郡区
ブラウン郡は下記16の郡区に分割されている。
| - バード - クラーク - イーグル - フランクリン | - グリーン - ハンティントン - ジャクソン - ジェファーソン | - ルイス - ペリー - パイク - プレザント | - スコット - スターリング - ユニオン - ワシントン |

### 村
| - アバディーン - ファイエットビル - ジョージタウン - 郡庁所在地 - ハマーズビル - ヒギンズポート | - マウントオラブ - リプリー - ラッセルビル - サーディニア - セントマーティン |

### 未編入の町
| - アーンハイム - アシュリッジ - バードウェル - ブーズフェリー - ブラウンズタウン - センタービル - チェイスタウン - クロスタウン - ディケーター | - イーストウッド - エルスベリー - フィーズバーグ - フィンキャッスル - ファイブマイル - ハイト - レバナ - ロカストリッジ - メイコン | - メイプル - ニールズコーナー - ニール - ニューハーモニー - ニューホープ - アッパーファイブマイル - ベラクルス - ワールズバーグ - ホワイトオーク |

## メディア
ラジオ
- WRAC C103 カントリーミュージック 103.1 FM、ジョージタウン
- WAOL 99.5、リプリー

新聞
- 「ザ・ニューズ・デモクラット」[7]、ジョージタウン
- 「ザ・ブラウンカウンティ・プレス」[8]、マウントオラブ
- 「ザ・カウンティ・フリープレス」[9]、ジョージタウン、月刊
- 「ザ・リプリー・ビー」[10]、リプリー、週刊